# メアリー・ローチ

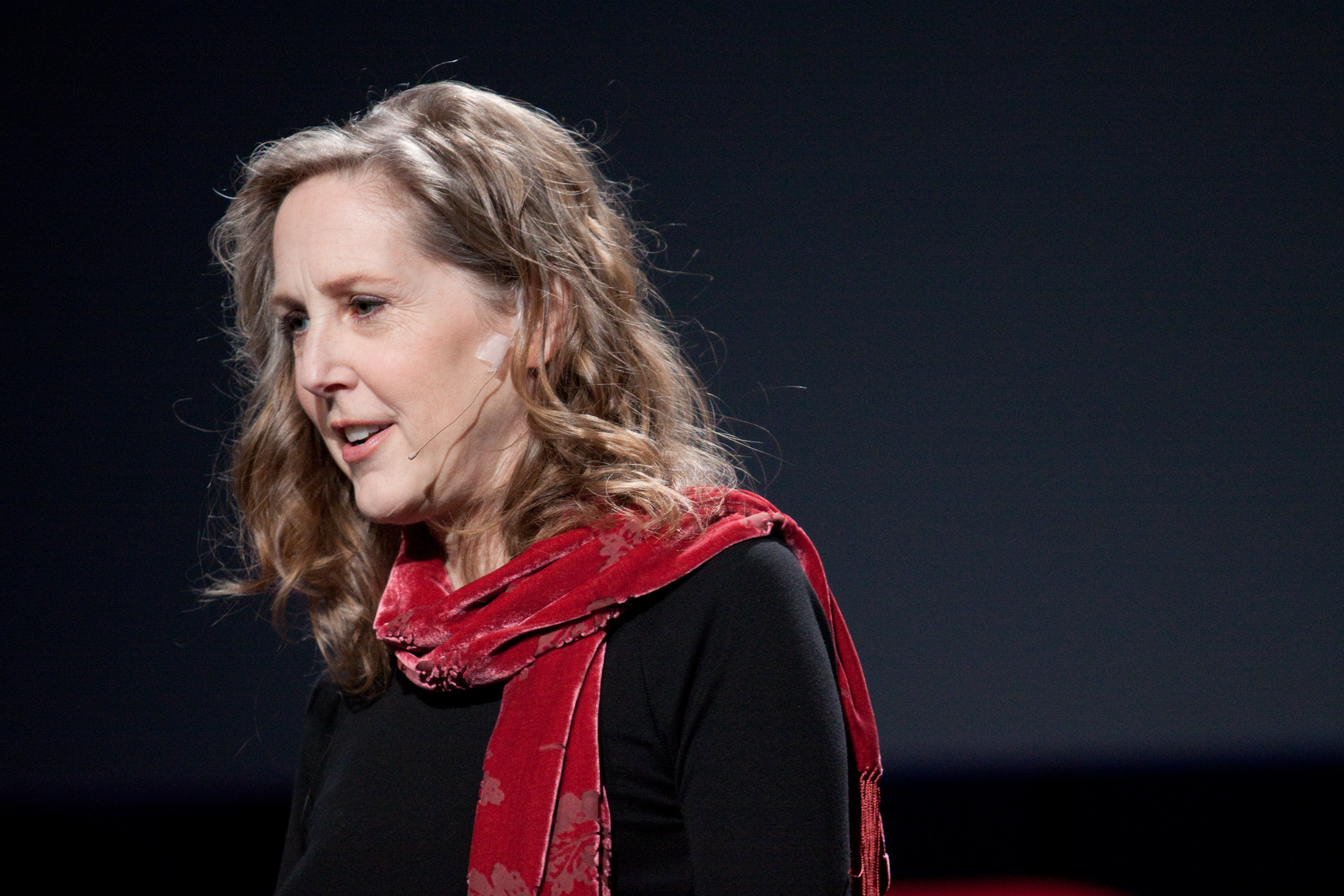
2009年2月のTEDで講演するメアリー・ローチ

メアリー・ローチ（Mary Roach, 1959年3月20日 - ）は、米国の科学ジャーナリスト。1986年の『サンフランシスコ・クロニクル』紙への投稿を機に、『スポーツ・イラストレイテッド』、『ヴォーグ』、『ニューヨーク・タイムズ・マガジン』、『ディスカバー』、『リーダーズ・ダイジェスト』、『GQ』 など、各誌に執筆するようになり、通俗科学の書き手として名を成した。
ニューハンプシャー州ハノーバー出身。カリフォルニア州オークランド在住。ウェズリアン大学心理学専攻卒業。

## 著書
- Stiff: The Curious Lives of Human Cadavers 『死体はみんな生きている』 殿村直子訳 日本放送出版協会 2005
- Spook: Science Tackles the Afterlife 『霊魂だけが知っている』 殿村直子訳 日本放送出版協会 2006
  - あるいは Six Feet Over: Adventures in the Afterlife
- Bonk: The Curious Coupling of Science and Sex 『セックスと科学のイケない関係』 池田真紀子訳 日本放送出版協会 2008
- Packing for Mars: The Curious Science of Life in the Void